# 可持續性
，也稱可持續性，是人們在滿足人類需求與未來發展時，在資源開發、投資方向、技術發展和制度變革中保持環境平衡與和諧的過程。永續性可以是一種想法、一種生活系統的性質、一種生產方法或一種生活方式。可持續發展的定義最常見的引述来自布倫特蘭委員會，該委員會是由聯合國在1983年正式召開的世界環境與發展委員會（WCED）。當該委員會成立時，聯合國大會確認，環境問題是全球性的和堅定的，建立可持續發展政策是所有國家的共同利益。從這事實看出，在涵蓋所有人類活動的定義，可持續性在界定上部分地方是有困難的。有些人認為永續性能夠以環境、經濟與社會三個領域來定義，並可考量到文化、技術與政治等子領域。根据聯合國在1987年發表的《我们共同的未来》 中，永續发展被定义为“在不損害後代子孫滿足其自身需求的情况下，滿足當代需求的发展模式” 。永續發展可能是永續性的组织原则，但某些人可能將這兩個術語是(視)為矛盾的（即，发展本质上是不可持续的） 。
永續性一詞的現代用法十分廣泛，很難精確定義 。最初，永續性意味着僅利用自然可再生资源 。永續性從廣義上來講，是能夠保持一定的過程或狀態，但這一詞普遍用於研究生態和社會的關係。在生態方面，可持續發展可以被界定為具能力的生態系統，能自我維持一切生態的過程、功能、生物多樣性和未來的活力。可持續發展已成為一個複雜術語，可以適用於幾乎每一個方面，地球上的生命，特別是許多不同層次的生態環保，包括濕地、草原和森林，並成為了人權組織的概念，如生態城市，可持續城市，和人類活動，如永續農業、可持續建築和可再生能源。不過，永續發展的字義在某些組織原則中很可能與永續性是相互衝突的，因為其組織的永續發展可能試圖透過非永續性的方式進行。
天然資源的使用必須控制在一個能夠還原的速度，人類生活才能具有永續性。然而，現在有明確的科學證據表明，人類的生活無法維持，人類需要以集體地減少自然資源的利用，將其消耗速度減少至一個可持續的限度內。
可持续建筑的理念因此应运而生，它被视为实现城市节能减排、环境保护和可持续发展的重点领域。

## 語源與歷史
可持续性的英文“sustainability”源自拉丁文sustinere （ tenere ，持有； sub ，在下面）。Sustain可以表示“维持”，“支持”，“坚持”或“忍受” 。永續性的概念，或德语中的“Nachhaltigkeit”，可以追溯到Hans Carl von Carlowitz （1645–1714）對於林业營運的描述 。
在人類早期的歷史中，使用火和對特定食物的渴望可能改變了植物和動物群落的自然组成。 在8,000到10,000年前，出現了許多农业社区，這些社区很大程度上與周遭环境建立“永久均衡的結構”。18至19世纪的西方工业革命充分展現了化石燃料能源的巨大增长潜力。煤炭曾被用來取代人力與獸力，為效率更高的引擎提供動力，後來又用於發電。在20世纪后期，环境问题已成为全球性的问题。  1973年和1979年的能源危机凸顯了國際社會對化石燃料的重度依賴。在21世纪，全球越來越多的人意識到由砍伐森林和燃燒化石燃料所造成的温室效应 。

## 組成要件

另一個環境、經濟和社會屬從屬關係的表達形式。

2005年社會發展問題世界首腦會議確定了永續發展目標 （页面存档备份，存于），例如經濟發展，社會發展和環境保護。 該觀點已用三个重叠的橢圓表示，表明永續性的三个支柱不是相互排斥的，而是可以相辅相成的。 實際上，这三个支柱是相互依存的，从长远来看，没有其他支柱就不可能存在。 近年来，這三个支柱已成为眾多永續性標準和認證體系的共同基礎 。明確提到三个支柱的標準包括雨林联盟，公平贸易和UTZ认证 。

一個環境、經濟和社會屬平等關係的表達形式

永續發展包括在不損及自然環境使其劣化的前提下，滿足本地和全球範圍内人類的基本需求。然後，問題就變成了如何表達那些需求與環境之間的關係。2005年的一项研究指出，環境正義与可持续发展同等重要。 生态经济学家赫尔曼·戴利（ Herman Daly）質問到：“没有森林的鋸木廠有什麼用？” 从这个角度来看，經濟是人類社會的子系统，而社會又是生物圈的子系统。 這種觀點則表示為“环境”内部“社會”内部“經濟”的嵌套圈圖。
健康的生態系统和环境對於人類和其他生物的生存是必要的，因此永續性與環境科學、生態學、生物多樣性、环保化学工程、环境资源管理、环境保护和人口控制、绿色计算、绿色化学、地球科学、环境科学和保护生物学等息息相關。另外生态经济学研究旨在解决人类经济和自然生態系统的學術研究領域。
永續發展在社會層面有許多重要的子議題，涉及国际和国家法律、城市规划和运输、供應鏈管理、当地和个人生活方式以及道德消费主义。更加可持续的生活方式可以采取多种形式，例如重组生活条件（例如生态村、生态社区和可持续城市）；重新評估經濟部門（永续农业，绿色建筑，可持续农业）；利用科学发展新技术（绿色技术，可再生能源以及可持续的裂变与聚变能）或以靈活和可逆的方式设计系统 ，並调整個人生活方式以保护自然资源。